# 朱塞佩·贾科萨

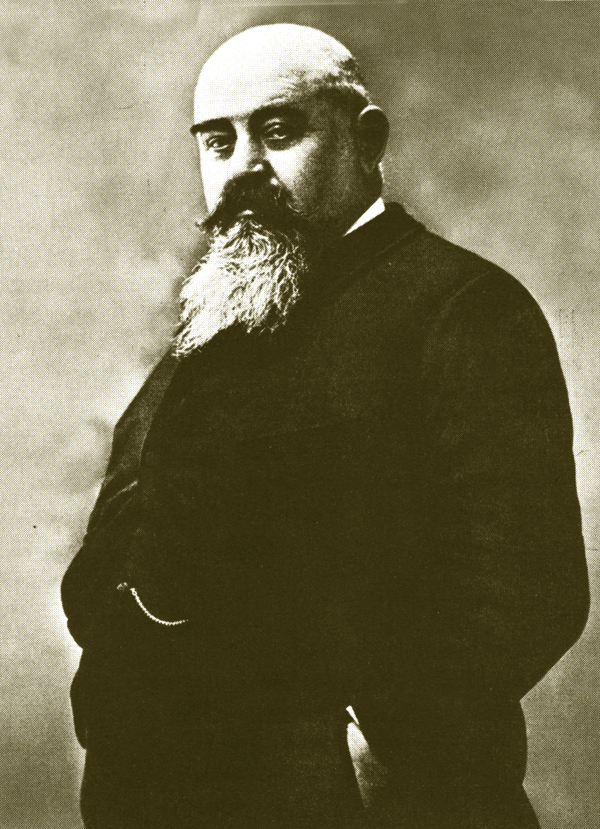
朱塞佩·贾科萨

朱塞佩·贾科萨（1847年10月21日 - 1906年9月1日）是意大利诗人、歌劇劇本作家。
朱塞佩·贾科萨就读于都灵大学，就虽然他获得了法律学位，但他并没有从事與法律相關的工作。贾科萨還为普契尼创作了波西米亚人 、托斯卡和蝴蝶夫人的剧本。最終朱塞佩·贾科萨因哮喘發作去世。